# ケンドーコバヤシの社長!お手伝いさせて頂きます!
『ケンドーコバヤシの社長！お手伝いさせて頂きます！』は、BS12 トゥエルビにて2021年10月から放送中のバラエティ番組である。

## 出演者
MCケンドーコバヤシ
お手伝い芸人西代洋（ミサイルマン）
アシスタントみほとけ
ナレーション橋本のりこ

## 放送リスト
| 回     | 放送日         | 社長                                                  | 備考                                   |
| ------ | -------------- | ----------------------------------------------------- | -------------------------------------- |
| １     | 2021年10月3日  | 小比田 隆太 （株式会社HITOSUKE 代表取締役CEO）        |                                        |
| 特別編 | 2021年10月10日 | 西田 美和 （スカイコート株式会社 取締役社長）         | レギュラー化以前に放送された回の再放送 |
| ２     | 2021年10月24日 | 八尾 浩之 （日本ホールディングス株式会社 代表取締役） | 特別ゲスト：安田美沙子                 |
| ３     | 2021年10月31日 | 伊藤 一正 （株式会社カーベル 代表取締役）             |                                        |
| ４     | 2021年11月7日  | 伊藤 一正 （株式会社カーベル 代表取締役）             |                                        |
| ５     | 2022年1月9日   |                                                       |                                        |

## スタッフ
- TD：得能竜也
- SW：吉元伸和
- カメラ：田中勝巳、伊藤憲二
- VE：藤野毅
- CA：小沢佳大
- 音声：滝田康昭
- 照明：入谷友規
- MA：前田典哉
- 車両：有限会社コム
- 編集：加田晃紀、村上真央
- 美術：川原純
- 営業：宮脇颯太（BS12 トゥエルビ）
- 広報：桑原寿教（BS12 トゥエルビ）
- ディレクター：横谷裕也、種田裕之、入江崇志、表麻依子
- AP：小田奏（BS12 トゥエルビ）
- プロデューサー：築地健（BS12 トゥエルビ）、中村亮
- 制作協力：放送映画
- 製作著作：BS12 トゥエルビ

## 放送局
| 放送対象地域 | 放送局          | 系列 | 放送日時           | 備考 |
| ------------ | --------------- | ---- | ------------------ | ---- |
| 全国         | BS12 トゥエルビ |      | 日曜 18:00 ‐ 18:30 |      |